# Через кладбище
«Через кладбище» (бел. «Цераз могілкі») — советский чёрно-белый художественный фильм, поставленный на киностудии «Беларусьфильм» в 1964 году режиссёром Виктором Туровым по одноимённой повести Павла Нилина.

Премьера фильма в СССР состоялась 5 апреля 1965 года.

## Сюжет
Во время боёв за Сталинград осенью 1942 года группа белорусских партизан берёт на себя задачу по подрыву немецких военных эшелонов. Оставшись без взрывчатки, партизаны отправляют Михася и Сазона Ивановича к механику Бугрееву. 
В сторожке они начинают вытапливать взрывчатку, но их планы нарушают неожиданно появившиеся немецкие солдаты.

## Роли исполняют
- Елизавета Уварова — Софья Казимировна
- Галина Морачева — Ева
- Антонина Бендова — Клава
- Владимир Белокуров — староста Сазон Иванович
- Владимир Емельянов — слесарь Бугреев
- Владимир Мартынов — Михась
- Игорь Ясулович — Феликс
- В титрах не указаны:
- Пётр Савин — командир партизанского отряда
- Валентин Брылеев — полицай

## Съёмочная группа
- Сценарий — Павел Нилин
- Постановка — Виктор Туров
- Главный оператор — Анатолий Заболоцкий
- Художники — Владимир Дементьев, Евгений Игнатьев
- Композитор — Андрей Волконский
- Звукооператор — Николай Веденеев
- Режиссёр — Николай Калинин
- Оператор — Виталий Николаев
- Грим — Софии Михлиной
- Ассистенты:

режиссёра — Р. Фишман
оператора — Н. Соляник
по монтажу — Вета Коляденко
- Редактор — Л. Фадеева
- Директор картины — Аким Жук
- Творческое объединение. Художественный руководитель Сергей Скворцов

## Награды
- Диплом II степени фильму, призы режиссёру Виктору Турову и актёру Владимиру Мартынову за дебют, оператору Анатолию Заболоцкому за изобразительное решение на V кинофестивале республик Прибалтики, Беларуси и Молдовы в Таллине (1965)[1]
- В 1994 году по решению ЮНЕСКО включён в список ста лучших фильмов о войне[1].